# Gare de Clamecy
La gare de Clamecy est une gare ferroviaire française de la ligne de Laroche-Migennes à Cosne, située sur le territoire de la commune de Clamecy dans le département de la Nièvre en région Bourgogne-Franche-Comté. 
C'est une gare de la Société nationale des chemins de fer français (SNCF), desservie par des trains TER Bourgogne-Franche-Comté.

## Situation ferroviaire
Établie à 161 m d'altitude, la gare de Clamecy est située au point kilométrique (PK) 226,687 de la ligne de Laroche-Migennes à Cosne. Depuis le déclassement de la section d'Entrains à Cosne-sur-Loire elle est devenue la gare terminus de la section en service depuis la gare de Laroche - Migennes. Ancien important nœud ferroviaire, la gare est l'origine de la ligne de Clamecy à Gilly-sur-Loire (en partie déclassée) et de la ligne de Clamecy à Nevers.

## Histoire
Dès 1846 il est envisagé de relier Auxerre à Nevers par un chemin de fer en passant par Clamecy. L'affaire prend forme lors d'une réunion du Comité Départementale le 19 mai 1860 à Auxerre, il y est acté la présentation d'un mémoire à l'Empereur montrant l'intérêt économique de cette ligne. La déclaration d'utilité publique d'une ligne d'Auxerre à Nevers, passant par ou près Clamecy, a lieu le 14 juin 1861.
En 2001 destruction de l'ancien buffet de la gare en mauvais états et n'ayant pas trouvé d'acquéreur.
Le 28 juin 2008, le conseil régional de Bourgogne procède à l'inauguration de la rénovation de la gare et notamment de son ancien bâtiment voyageurs.

## Service des voyageurs

### Accueil
Gare SNCF, elle dispose d'un bâtiment voyageurs, avec guichet, ouvert tous les jours. Elle est équipée d'automates pour l'achat de titres de transport.

### Desserte
Clamecy est desservie par des trains TER Bourgogne-Franche-Comté qui circulent sur la ligne Corbigny - Auxerre - Paris-Bercy. 

### Intermodalité
Un parc pour les vélos et un parking pour les véhicules y sont aménagés.